# Les Journées de l'entrepreneur
 (janvier 2013).
Les Journées de l'Entrepreneur est une structure associative loi de 1901 créée en 2007, elle rassemble en architecture ouverte des acteurs de l'entrepreneuriat français. Présente dans l'ensemble du territoire auprès des acteurs économiques, institutionnels, universitaires et politiques, elle a pour objectifs de :
- « mettre en avant le rôle clé joué par les entrepreneurs dans la croissance, l'innovation et la création d’emplois ;
- rendre l'entrepreneur populaire en France et dans le monde ;
- favoriser la croissance des entrepreneurs et des PME en mobilisant l'ensemble des ressources stratégiques disponibles ».

## Global Entrepreneurship Week (GEW)
Les Journées de L'Entrepreneur se déroulent au mois de novembre chaque année en France et dans 126 pays au travers de la Global Entrepreneurship Week où les entrepreneurs participants se mobilisent pendant une semaine.
Sur le plan mondial, les conférences Global Entrepreneurship Congress ont eu lieu à Shanghai en mars 2011, à Liverpool en mars 2012, et à Rio de Janeiro du 18 au 21 mars 2013.
En 2012 en France, plus de 100 000 participants ont organisé ou participé à l’un des événements des Journées de l'Entrepreneur.

## Young Entrepreneurs' Alliance (YEA)
Les Journées de l’Entrepreneur est l'un des membres fondateurs de la Young Entrepreneurs' Alliance (YEA) qui se réunit chaque année depuis 2010 lors du G20 des entrepreneurs (G20 Young Entrepreneur Summit ou G20 YES).

### Young Entrepreneur Summit(G20 YES)
- Toronto (Canada) : 20 - 22 juin 2010
- Incheon (Corée du Sud) : 7 - 9 novembre 2010
- Nice (France) : 30 octobre - 2 novembre 2011
- Mexico (Mexique) : 2 - 5 juin 2012
- Moscou (Russie) : 15 - 17 juin 2013
- Sydney (Australie) : 18 - 22 juillet 2014

Après les sommets de Toronto et Séoul en 2010, Nice en 2011, Mexico en 2012 et Moscou en 2013, la sixième édition du G20 des Entrepreneurs se tiendra à Sydney du 18 au 22 juillet 2014. Près de 400 entrepreneurs issus des États membres du G20 sont attendus.